# リリアン・クロザ
リリアン・クロザ（ドイツ語: Liliane Crosa、1942年7月3日 - ）は、スイス出身のフィギュアスケート選手（女子シングル）。1960年スコーバレーオリンピックスイス代表。

## 主な戦績
| 大会/年      | 1957-58 | 1958-59 | 1959-60 |
| ------------ | ------- | ------- | ------- |
| オリンピック |         |         | 20      |
| 世界選手権   | 24      |         | 21      |
| 欧州選手権   |         | 10      | 20      |
| スイス選手権 |         | 1       | 1       |